# Volvo U.S. National Indoor 1988
Il Volvo U.S. National Indoor 1988 è stato un torneo giocato sul cemento indoor del Racquet Club of Memphis a Memphis nel Tennessee. 
È stata la 87ª edizione del Torneo di Memphis, facente parte del Nabisco Grand Prix 1988.

## Campioni

### Singolare maschile
Andre Agassi ha battuto in finale  Mikael Pernfors con il punteggio di 6–4, 6–4, 7–5.

### Doppio maschile
Kevin Curren /  David Pate hanno battuto in finale   Peter Lundgren /  Mikael Pernfors con il punteggio di 6–3, 7–5.